# Dave Barbour
Dave Michael Barbour (Long Island, 28 mei 1912 – 11 december 1965) was een Amerikaanse muzikant in de jazz. Hij speelde banjo en gitaar en schreef liedjes met Peggy Lee met wie hij zo'n negen jaar getrouwd was.

## Biografie
Barbour begon als banjoïst bij Adrian Rollini in 1933 en speelde in 1934 bij Wingy Manone. In het midden van dat decennium stapte hij over op de gitaar en werkte daarmee bij Red Norvo (1935–1936). Hij was actief als een (veelgevraagde) studiomuzikant en speelde in groepen met Teddy Wilson en Billie Holiday (1937), Artie Shaw (1939), Lennie Hayton, Charlie Barnet (1945), Raymond Scott, Glenn Miller, Lou Holden, en Woody Herman (1949). In 1945 nam hij op met André Previn.
In 1942 speelde hij bij Benny Goodman, waar hij verliefd werd op zangeres Peggy Lee. De twee verlieten de groep, trouwden in 1943 en verkasten naar Los Angeles, waar ze samen liedjes schreven voor Johnny Mercer. Het echtpaar was ook in de platenstudio te vinden, waar Barbour met een band of orkest zijn vrouw op talloze liedjes begeleidde. Verschillende hits van Peggy Lee waren gezamenlijk geschreven, zoals 'Mañana (Is Soon Enough for Me)' en 'It's a Good Day'. Barbour was een alcoholicus en het huwelijk hield uiteindelijk niet stand: in 1951 gingen ze uit elkaar. De twee hadden samen een dochter, Nicki (1943-2014)
Barbours loopbaan was daarna aanmerkelijk minder succesvol dan die van Lee, maar hij kon teren op de royalty's van zijn liedjes met Lee, die door veel hitmakers werden gecoverd. Hij trad nog af en toe op en maakte opnames met Benny Carter (1952). Tevens speelde hij een paar filmrollen (The Secret Fury en Mr. Music). Hij overleed in 1965 op de leeftijd van 53 jaar.

## Discografie
met Peggy Lee:
- Golden Greats, Disky, 2002

- Biblioteca Nacional de España: XX1477479
- Bibliothèque nationale de France: cb13932094d (data)
- Gemeinsame Normdatei: 134618122
- International Standard Name Identifier: 0000 0000 5934 8774
- Library of Congress Control Number: n93068115
- MusicBrainz: 8f21ad60-8f9b-4bc4-901a-05ea968348fa
- Nationale Bibliotheek van Israël: 987007281178205171
- SNAC: w63w3pkr
- Système universitaire de documentation: 080784879
- Virtual International Authority File: 17410991
- WorldCat: E39PBJgXdkxvB4v4bTCXtpj6Kd